# Parentia calignosa
Parentia calignosa är en tvåvingeart som beskrevs av Daniel J. Bickel 1991. Parentia calignosa ingår i släktet Parentia och familjen styltflugor. Inga underarter finns listade i Catalogue of Life.